# 乃木浜総合公園
乃木浜総合公園（のぎはまそうごうこうえん）は、山口県下関市乃木浜二丁目に所在する総合公園。
天然芝グラウンド、人工芝グラウンド、クレー舗装の第1第２多目的グラウンド、庭球場といったスポーツ施設をはじめ、野鳥観測所、親水広場、芝生広場、こども広場等が備わっている。各種スポーツ施設、管理棟を除きすべて無料で、週末は家族連れなどで賑わう。
現在、公園と国道2号小月バイパスを挟んだ箇所で造成工事が行われている。将来は野球場等が計画され、合計面積35.4haとなる予定。

## 主要施設

### 天然芝グラウンド
2002年にオープン。当初は「多目的グラウンド」という名称だったが、人工芝グラウンドがオープンしたことにより、現在の名称に変更された。サッカー、ラグビー、グラウンドゴルフをはじめとしたスポーツ、及び各種イベントに利用できる天然芝のグラウンドで、1,000人程度収容できる観客席がある。
2011年の第66回国民体育大会（おいでませ!山口国体）ではサッカー成年男子の競技が行われたほか、2014年の第38回全国地域サッカーリーグ決勝大会ではグループリーグ会場の一つとして用いられた。また、2015年の第28回ねんりんピックおいでませ!山口2015大会ではサッカー交流大会が行われた（県内では他に、維新百年記念公園、山口県立おのだサッカー交流公園でも開催）。
- 面積 - 161m×125m（サッカー、ラグビー2面）
- 休場日 - 12月28日～1月4日

過去に以下のJリーグ所属クラブの試合が行われたことがある。
- 2005年9月25日 - サテライトリーグ公式戦・アビスパ福岡 1-2 セレッソ大阪
- 2006年5月7日 - サテライトリーグ公式戦・アビスパ福岡 2-3 ヴィッセル神戸
- 2007年9月17日 - サテライトリーグ公式戦・アビスパ福岡 1-2 サンフレッチェ広島
- 2011年2月6日 - おいでませ!山口国体記念イベント・ギラヴァンツ北九州 2-0 レノファ山口FC

### 人工芝グラウンド
2018年にオープン。日本サッカー協会公認ロングパイル人工芝の照明設備付きグラウンド。サッカー、ラグビー、グラウンドゴルフをはじめとしたスポーツに利用され、小規模なスタンドがある。
- 面積 - 125m×83m（サッカー、ラグビー1面）
- 休場日 - 12月28日～1月4日

### 第1多目的グラウンド
ソフトボール、軟式野球、ラグビー、グラウンドゴルフをはじめとしたスポーツ及び各種イベントに利用できる90.5m×90.5mのクレー舗装のグラウンド。

### 第2多目的グラウンド
サッカー、ソフトボール、軟式野球、ラグビー、グラウンドゴルフをはじめとしたスポーツ及び各種イベントに利用できる180m×118mのクレー舗装のグラウンドで、照明設備がある。

### 庭球場（人工芝）
テニスコート5面を有し、照明設備がある。

### 野鳥観察所
干拓地を活用し、池や干潟など水辺の野鳥が好む環境が整備されている。アオサギ、ダイサギ、カルガモ、カイツブリなどが常時観察できる。

### 親水広場
2004年にオープン。隣接する山陽終末処理場で下水を高度再生処理した水を利用する。さまざまな遊具が備わっている。
- 親水池 - 2770m2、深さ15～20 cm
- 人工滝 - 長さ38m、高さ7m

## 交通アクセス
- サンデン交通「高磯」バス停下車、徒歩20分。